# Oncideres cumdisci
Oncideres cumdisci är en skalbaggsart som beskrevs av Noguera 1993. Oncideres cumdisci ingår i släktet Oncideres och familjen långhorningar.
Artens utbredningsområde är Honduras. Inga underarter finns listade i Catalogue of Life.